# Rákoš (Banská Bystrica)
|  | No s'ha de confondre amb Rákoš (Košice). |

Rákoš és un poble i municipi d'Eslovàquia que es troba a la regió de Banská Bystrica.

## Història
La primera menció escrita de la vila es remunta al 1318.

## Demografia
| Godina             | 1994 | 2004   | 2014   | 2024   |
| ------------------ | ---- | ------ | ------ | ------ |
| Nombre de persones | 382  | 413    | 428    | 402    |
| Diferència         |      | +8,11% | +3,63% | −6,07% |

| Godina             | 2023 | 2024   |
| ------------------ | ---- | ------ |
| Nombre de persones | 405  | 402    |
| Diferència         |      | −0,74% |